# روی (یوتا)
روی (به انگلیسی: Roy) شهری در ایالت یوتا کشور ایالات متحده آمریکا است که جمعیت آن در سرشماری سال ۲۰۱۰ میلادی، ۳۶٬۸۸۴ نفر بوده‌است.